# Goga Bitadse
Goga Bitadse (georgisch გოგა ბითაძე, englische Transkription: Goga Bitadze; * 20. Juli 1999 in Sagaredscho) ist ein georgischer Basketballspieler, der bei den Orlando Magic in der nordamerikanischen NBA unter Vertrag steht.

## Vereinskarriere

### Europa
Der aus Sagaredscho stammende Bitadse wechselte innerhalb seines Heimatlandes zunächst zum Hauptstadtverein BK Vita Tiflis, im Dezember 2015 kam er in die Jugendabteilung des serbischen Klubs KK Mega Basket.
Bitadse spielte in der Saison 2016/17 leihweise beim serbischen Erstligisten Smederevo 1953 sowie für den Nachwuchs von KK Mega Basket. Ab dem Spieljahr 2017/18 stand er dann in der Profimannschaft. Im April 2018 meldete sich Bitadze zum Draftverfahren der NBA an, ließ seinen Namen aber im Juni wieder streichen.
Im Dezember 2018 wechselte er von KK Mega Basket zum montenegrinischen Verein KK Budućnost Podgorica.

### NBA
Im Juni 2019 sicherten sich die Indiana Pacers im NBA-Draft die Rechte am Georgier. Er bestritt insgesamt 170 NBA-Spiele für Indiana. Im Februar 2023 wurde er aus dem Aufgebot gestrichen. Wenige Tage später gaben die Orlando Magic seine Verpflichtung bekannt.

## Nationalmannschaft
Bitadse nahm mit der georgischen U16-, U18- und U20-Nationalmannschaften jeweils an B-Europameisterschaften teil. 2017 wurde er in Georgiens Herrennationalmannschaft berufen.

## Karriere-Statistiken

### NBA

#### Hauptrunde
| Saison  | Team              | GP  | GS | MPG  | FG % | 3P % | FT % | RPG | APG | SPG | BPG | PPG |
| ------- | ----------------- | --- | -- | ---- | ---- | ---- | ---- | --- | --- | --- | --- | --- |
| 2019–20 | Indiana           | 54  | 2  | 8.7  | .467 | .190 | .727 | 2.0 | 0.4 | 0.2 | 0.7 | 3.2 |
| 2020–21 | Indiana           | 45  | 3  | 12.5 | .428 | .253 | .738 | 3.3 | 0.8 | 0.2 | 1.3 | 5.1 |
| 2021–22 | Indiana           | 50  | 16 | 14.6 | .520 | .288 | .681 | 3.5 | 1.1 | 0.4 | 0.8 | 7.0 |
| 2022–23 | Indiana / Orlando | 38  | 1  | 12.0 | .552 | .231 | .548 | 3.6 | 1.0 | 0.4 | 0.7 | 4.4 |
| 2023–24 | Orlando           | 62  | 33 | 15.4 | .603 | .143 | .655 | 4.6 | 1.3 | 0.5 | 1.2 | 5.0 |
| Gesamt  | Gesamt            | 249 | 55 | 12.8 | .515 | .245 | .672 | 3.4 | 0.9 | 0.4 | 1.0 | 4.9 |

#### Play-offs
| Saison  | Team    | GP | GS | MPG | FG % | 3P % | FT % | RPG | APG | SPG | BPG | PPG |
| ------- | ------- | -- | -- | --- | ---- | ---- | ---- | --- | --- | --- | --- | --- |
| 2023–24 | Orlando | 2  | 0  | 5.0 | .000 | —    | —    | 1.5 | 1.0 | 0.0 | 0.0 | 0.0 |
| Gesamt  | Gesamt  | 2  | 0  | 5.0 | .000 | —    | —    | 1.5 | 1.0 | 0.0 | 0.0 | 0.0 |